# 格罗布断裂反应
格罗布断裂反应（Grob fragmentation），又称格罗布碎裂化反应，得名於英国化学家西里尔·A·格罗布。
一大类在脂肪链上的1-位和3-位有离电体（electrofuge，E）和离核体（nucleofuge，N）的化合物E-a-b-c-N断裂成三个片段的反应。离电体E-a反应后形成更稳定的带正电荷或中性分子。中间的基团b-c反应后形成不饱和键的分子。离核体N带着电子对脱离原子c。
常见的 E-a 部分如碳鎓离子（carbonium ion）、酰基正离子。 b-c 部分如烯、炔、亚胺。 N 如对甲苯磺酸根离子、氢氧根离子。
此类反应早在18世纪已有报道。20世纪50年代时，格罗布对这类反应进行了非常细致的研究和总结，反应也因此得名格罗布反应。这类反应广泛用于有机合成中，是开环、中等大小环和大环烯烃合成的一种有效方法。
最常见的反应机理为协同机理，它要求E和N基团满足电子轨道的反式共平面构象。此外顺式断裂（存在于有张力的分子中）、分步正离子化机理和分步负离子化机理也是存在的，不过较为少见。

## 例子
从维兰德-米舍尔酮(1)合成毒胡萝卜素（Thapsigargin）。
反应过程：硼氢化钠将(1)还原为醇(2)；与甲磺酰氯在吡啶中取代为甲磺酸酯(3)；用三叔丁氧基氢化铝锂在四氢呋喃中将不饱和酮部分还原为烯丙醇(4)；与硼烷在THF中发生硼氢化生成三烃基硼(5)；最后用甲醇钠回流处理，甲氧基负离子加到硼上，接着四配位的硼作离电体，甲磺酰氧基作离核体，经过两者的一推一拉作用发生断裂，生成毒胡萝卜素(7)。